# Scaptia fulgida
Scaptia fulgida är en tvåvingeart som först beskrevs av Ferguson och Henry 1920.  Scaptia fulgida ingår i släktet Scaptia och familjen bromsar. Inga underarter finns listade i Catalogue of Life.